# تومي وليامز (لاعب كرة قدم)
تومي وليامز (بالإنجليزية: Tommy Williams)‏ (10 فبراير 1935 بباترسي في المملكة المتحدة - 25 أغسطس 1967) هو لاعب كرة قدم بريطاني في مركز الوسط. لعب مع إبسفليت يونايتد وكولتشستر يونايتد ونادي واتفورد وكارشالتون أثلتيك.